# Роберт Сков
Роберт Сков (дан. Robert Skov; нар. 20 травня 1996) — данський футболіст, лівий фланговий захисник клубу «Уніон» (Берлін) і національної збірної Данії.
Виступав, зокрема, за олімпійську збірну Данії.

## Клубна кар'єра
У дорослому футболі дебютував 2012 року виступами за команду клубу «Сількеборг» у складі якого відіграв шість сезонів.
У січні 2018 перейшов до команди «Копенгаген». Дебютував у складі столичного клубу 10 лютого 2018 в матчі проти команди Раннерс. Свій дебютний гол забив у ворота Оденсе (1-0). Перший хет-трик Роберт забив у переможному матчі 6-1 над «Горсенсом» 2 грудня 2018. Він забив на 23-й, 66-й та 90-й хвилинах. За підсумками чемпіонату 2018/19 років став найкращим бомбардиром.
Влітку 2019 Роберт переходить до німецького клубу «Гоффенгайм».
1 листопада 2019 Сков відзначився першим голом в переможному матчі 3–0 проти команди «Падерборн 07».
21 травня 2024 року «Гоффенгайм» оголосив, що гравець залишає по завершенню сезону команду через закінчення контракту.
4 вересня 2024 року Сков підписав контракт з «Уніон» (Берлін).

## Виступи за збірні
З 2015 до 2019 залучався до складу молодіжної збірної Данії. На молодіжному рівні зіграв у 25 офіційних матчах, забив 11 голів.
2016 року захищав кольори олімпійської збірної Данії. У складі цієї команди провів 3 матчі. У складі збірної — учасник футбольного турніру на Олімпійських іграх 2016 року у Ріо-де-Жанейро.
У травні 2018 потрапив до розширеного списку кандидатів на поїздку в складі національної збірної на чемпіонат світу в Росії.
У березні 2019 вперше запрошений до тренувального табору національної збірної.
10 червня 2019 дебютував у національній збірній Данії. Наразі у складі збірної провів 14 ігор, забив сім голів.
| Дата       | Місто        | Господарі  | Результат | Гості                | Турнір                               | Голи | Примітки |
| ---------- | ------------ | ---------- | --------- | -------------------- | ------------------------------------ | ---- | -------- |
| 10-06-2019 | Копенгаген   | Данія      | 5 – 1     | Грузія               | Відбір до ЧЄ 2020                    | -    | 62'      |
| 05-09-2019 | Гібралтар    | Гібралтар  | 0 – 6     | Данія                | Відбір до ЧЄ 2020                    | 1    |          |
| 15-10-2019 | Ольборг      | Данія      | 4 – 0     | Люксембург           | товариський матч                     | -    |          |
| 15-11-2019 | Копенгаген   | Данія      | 6 – 0     | Гібралтар            | Відбір до ЧЄ 2020                    | 2    |          |
| 05-09-2020 | Копенгаген   | Данія      | 0 – 2     | Бельгія              | Ліга націй УЄФА 2020—2021 - 1-й етап | -    | 26'      |
| 08-09-2020 | Копенгаген   | Данія      | 0 – 0     | Англія               | Ліга націй УЄФА 2020—2021 - 1-й етап | -    |          |
| 11-10-2020 | Рейк'явік    | Ісландія   | 0 – 3     | Данія                | Ліга націй УЄФА 2020—2021 - 1-й етап | 1    | 79'      |
| 14-10-2020 | Лондон       | Англія     | 0 – 1     | Данія                | Ліга націй УЄФА 2020—2021 - 1-й етап | -    | 46'      |
| 28-03-2021 | Гернінг      | Данія      | 8 – 0     | Молдова              | Відбір до ЧС 2022                    | 1    | 46'      |
| 6-6-2021   | Бренбівестер | Данія      | 2 – 0     | Боснія і Герцеговина | товариський матч                     | -    | 71'      |
| 10-6-2022  | Копенгаген   | Данія      | 0 – 1     | Хорватія             | Ліга націй УЄФА 2022-2023 - 1º turno | -    | 90'      |
| 30-11-2022 | Ель-Вакра    | Австралія  | 1 – 0     | Данія                | ЧС 2022 - 1º тур                     | -    | 69' 75'  |
| 14-10-2023 | Копенгаген   | Данія      | 3 – 1     | Казахстан            | Відбір до ЧЄ 2024                    | 2    | 69'      |
| 17-10-2023 | Серравалле   | Сан-Марино | 1 – 2     | Данія                | Відбір до ЧЄ 2024                    | -    | 62'      |
| Усього     |              | Матчів     | 14        |                      | Голів                                | 7    |          |

## Титули і досягнення
- Чемпіон Данії (1):

«Копенгаген»: 2018-19
- Найкращий бомбардир Чемпіонату Данії (1):

«Копенгаген»: 2018-19